# École nationale supérieure de la photographie
Pour les articles homonymes, voir ENSP.
L’École nationale supérieure de la photographie (ENSP Arles) est un établissement d'enseignement supérieur public destiné à l'enseignement de la photographie, créée en 1982 et située à Arles, dans les Bouches-du-Rhône. 
Il s'agit de l'unique école d'art en France exclusivement consacrée à la photographie. Il s'agit d'un établissement public national à caractère administratif relevant directement de la tutelle de l'État par l'intermédiaire du ministère de la Culture.
L'école, préalablement installée dans un ancien hôtel particulier du XVIIIe siècle, l'Hôtel Quiqueran de Beaujeu, situé dans le centre historique de la ville d’Arles, a été transférée dans un nouveau bâtiment construit par Marc Barani, inauguré en juillet 2019.

## Historique
L'école a été créée à l'initiative d'Alain Desvergnes, ancien professeur au département des communications sociales de l'université Saint-Paul d'Ottawa et directeur des Rencontres internationales de la photographie d'Arles de 1979 à 1982, du photographe arlésien Lucien Clergue, fondateur des Rencontres d'Arles et de Maryse Cordesse, présidente des Rencontres. Alain Desvergnes en est le premier directeur, et le restera pendant seize ans, jusqu'en 1998.
Marta Gili en devient la directrice en 2019 et Régine Hatchondo  la présidente en juin 2020. L'historienne d’art Véronique Souben succède à Marta Gili en 2023.

### Nouvelle école
En 2011, le ministre de la Culture Frédéric Mitterrand annonce la création d'un centre de la photographie patrimoniale jumelé à la construction d'une nouvelle École nationale supérieure de la photographie. Le 12 juin 2014, l'architecte niçois Marc Barani remporte le concours parmi 176 candidats. Le projet de 4 000 m2 et d'un montant de 20,5 millions d’euros, situé en face de la fondation Luma Arles, utilise le dénivelé pour ne présenter sur rue qu'un niveau de façade mariant le verre et la pierre au béton, étiré sur 120 m de long et couronné d'un auvent,. Il comprend :
- 2 plateaux d’exposition de 200 m2 chacun ;
- un auditorium de 185 places ;
- un Fablab de 120 m2 ;
- plus de 500 m2 de patios, jardins et galeries extérieures ;
- des espaces de travail pour accueillir artistes et chercheurs en résidence pédagogique ;
- un amphithéâtre ;
- une bibliothèque de plus de 30 000 ouvrages ;
- 3 studios de prise de vue ;
- des ateliers techniques, des salles de cours et de monstration, des équipements performants et innovants.

## Élèves
- Élèves de l'École nationale supérieure de la photographie

## Objectifs
Rattachée au département des enseignements et de la recherche de la Délégation aux Arts plastiques, l'école a pour objectif de former en trois années d'études des « photographes dotés de solides connaissances et d'une expérience dans les domaines artistiques, techniques, historiques et théoriques ».

## Galerie

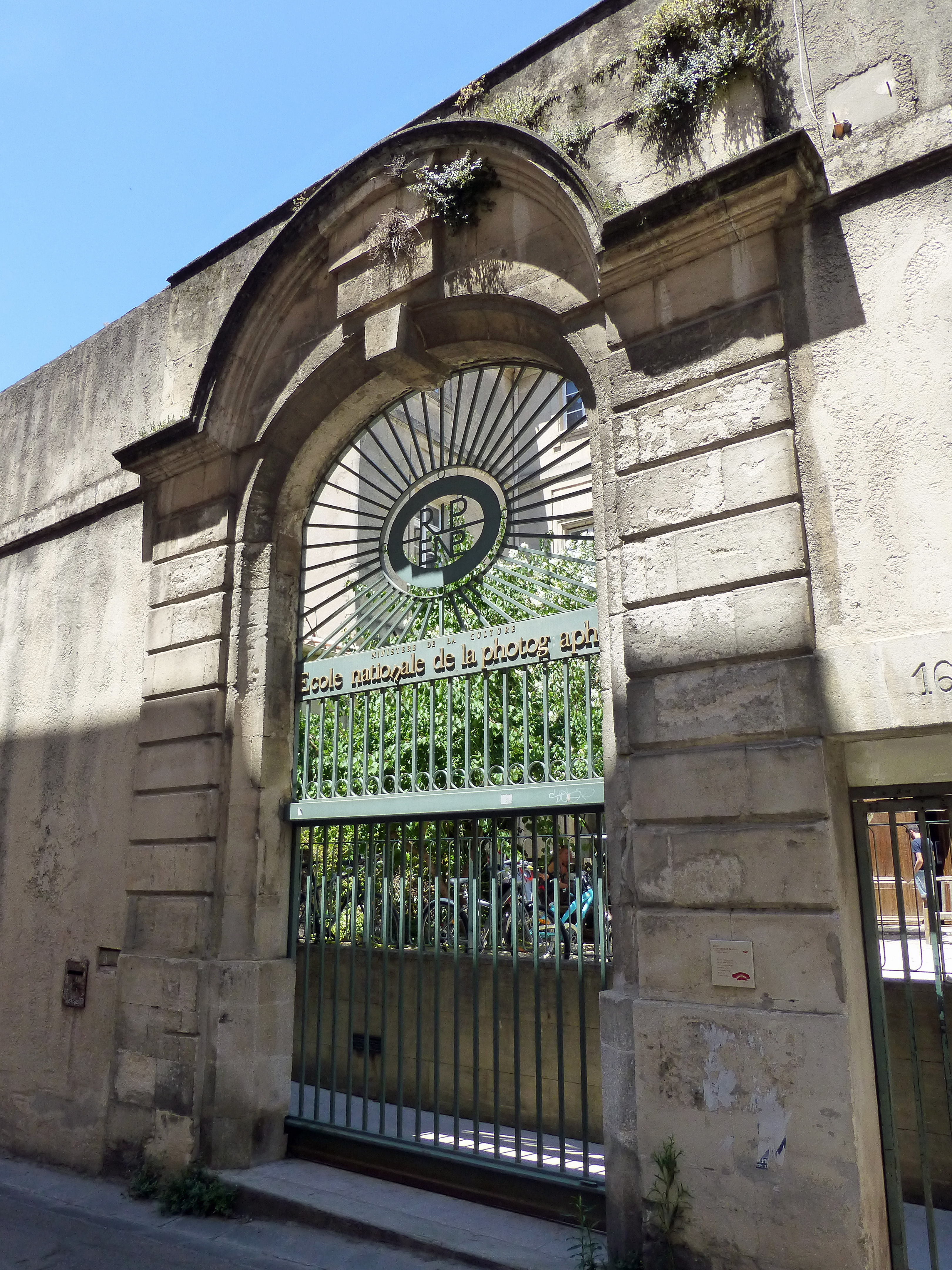
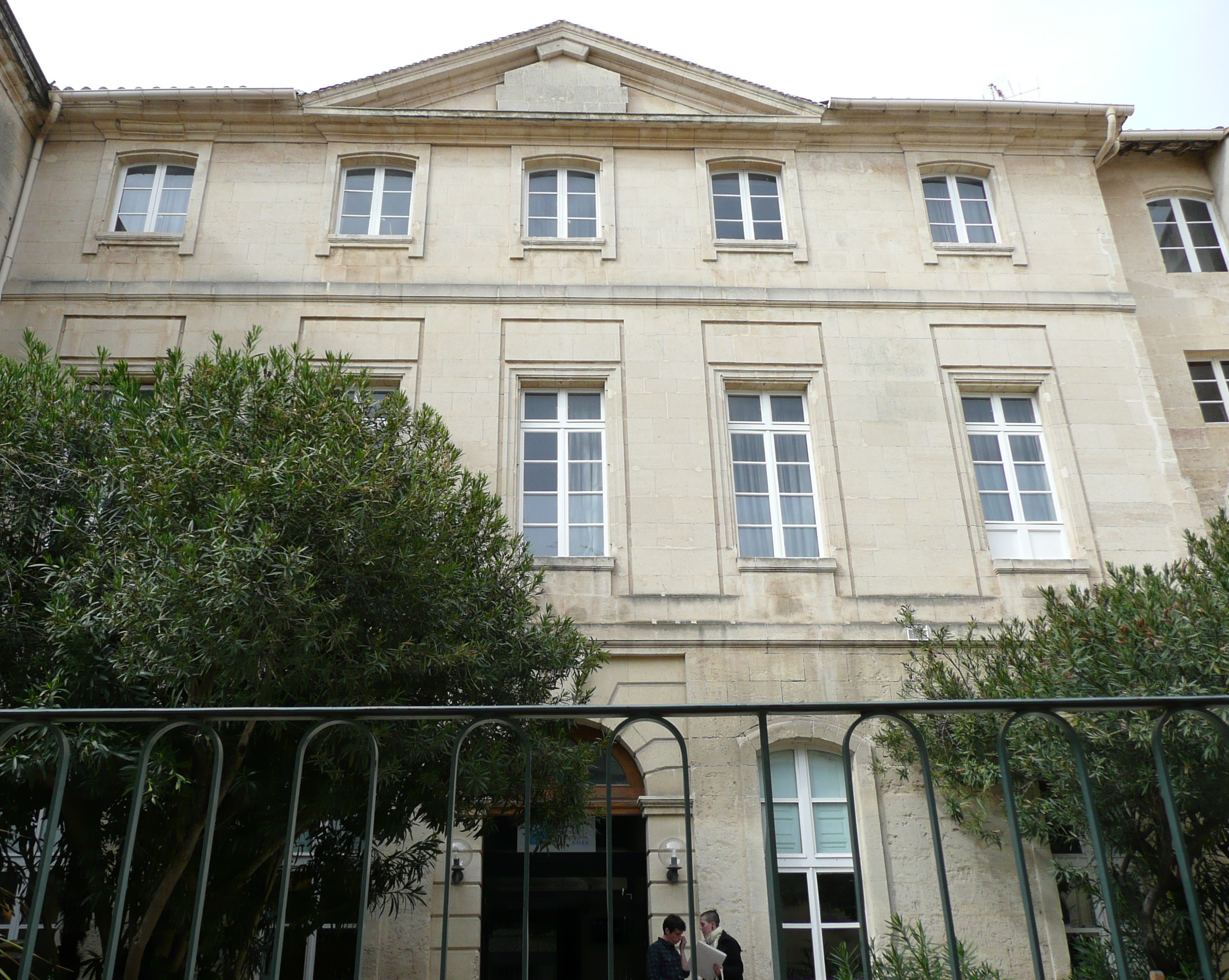
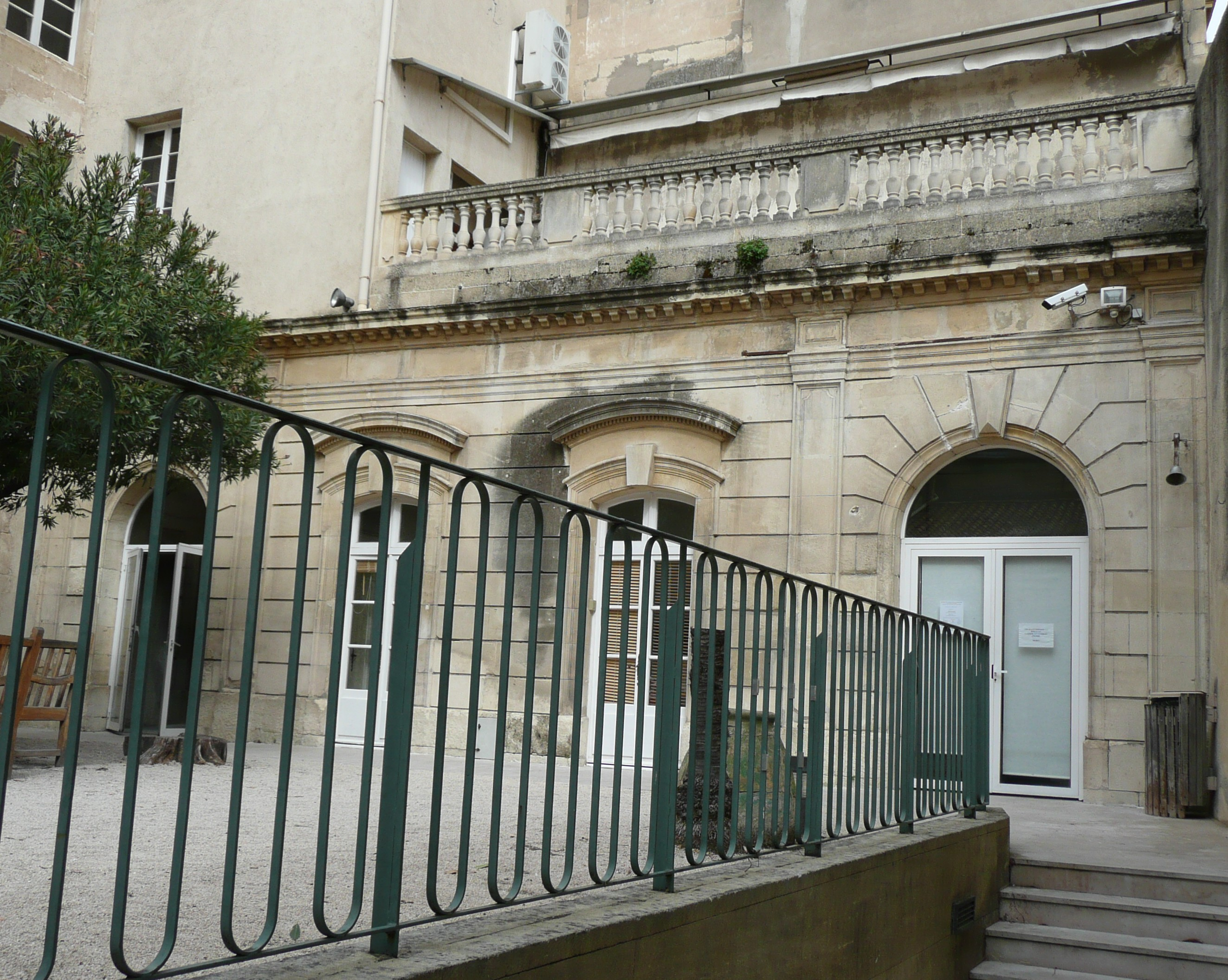
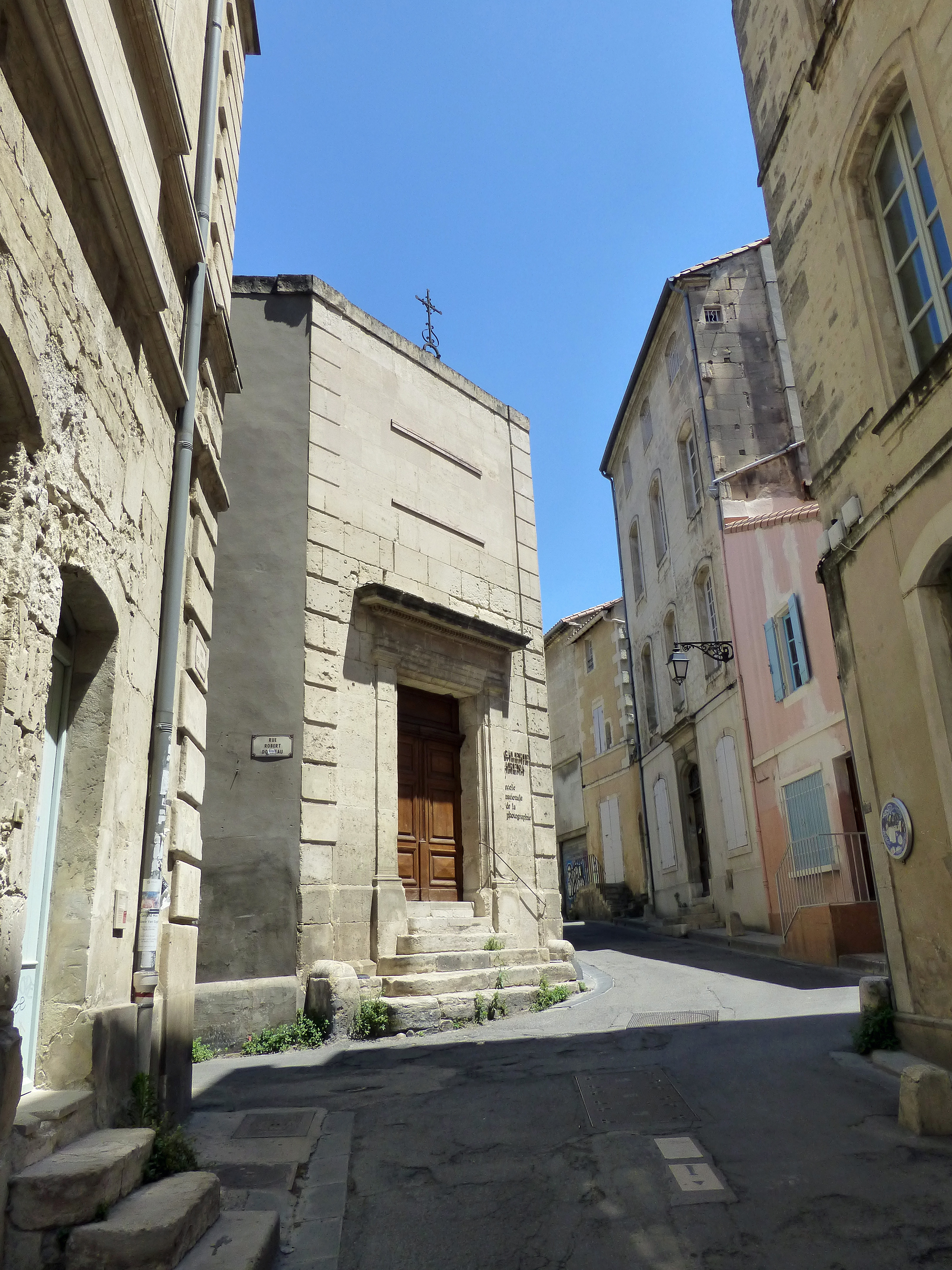
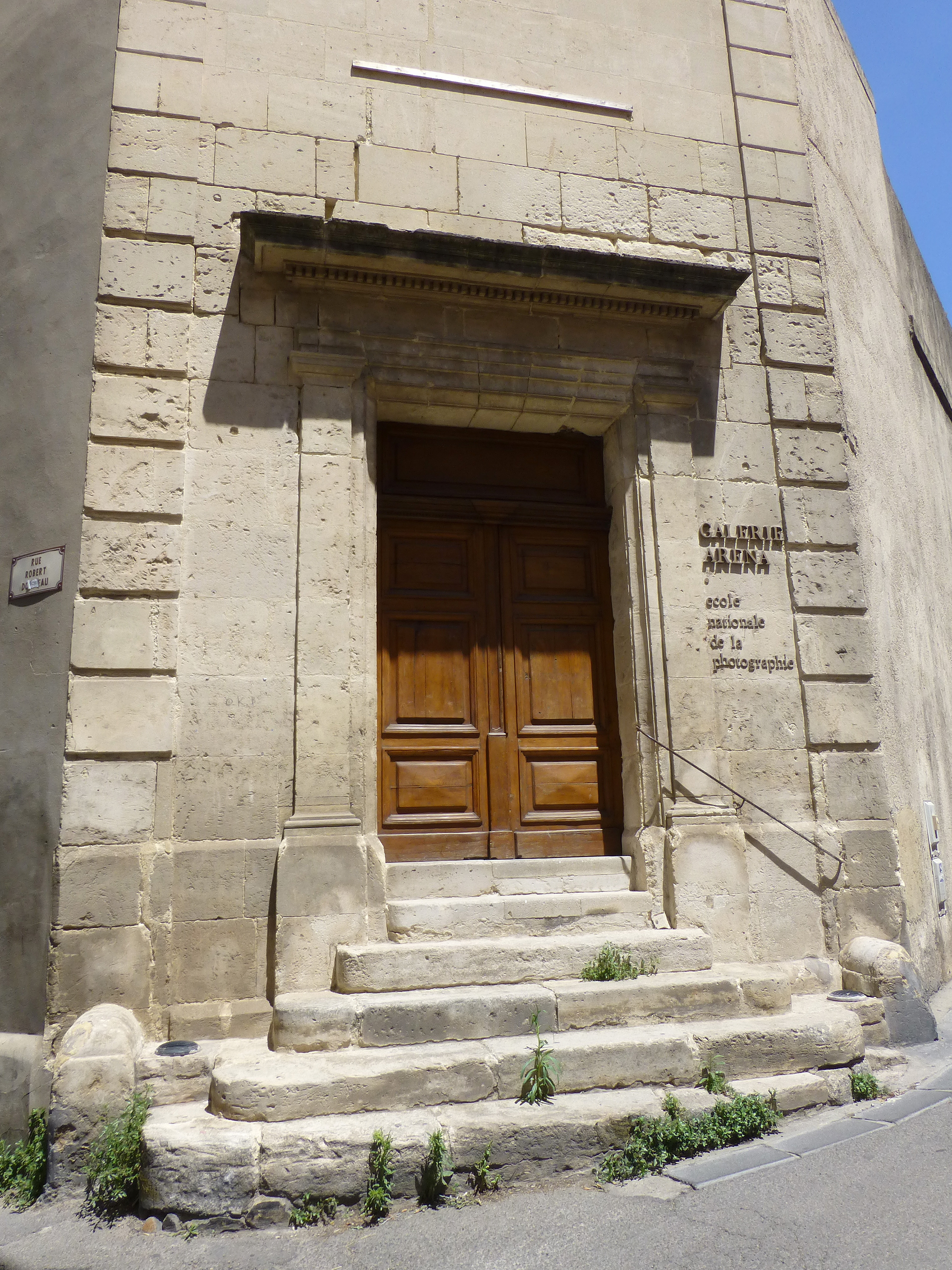